# Steve Jones (piloot)

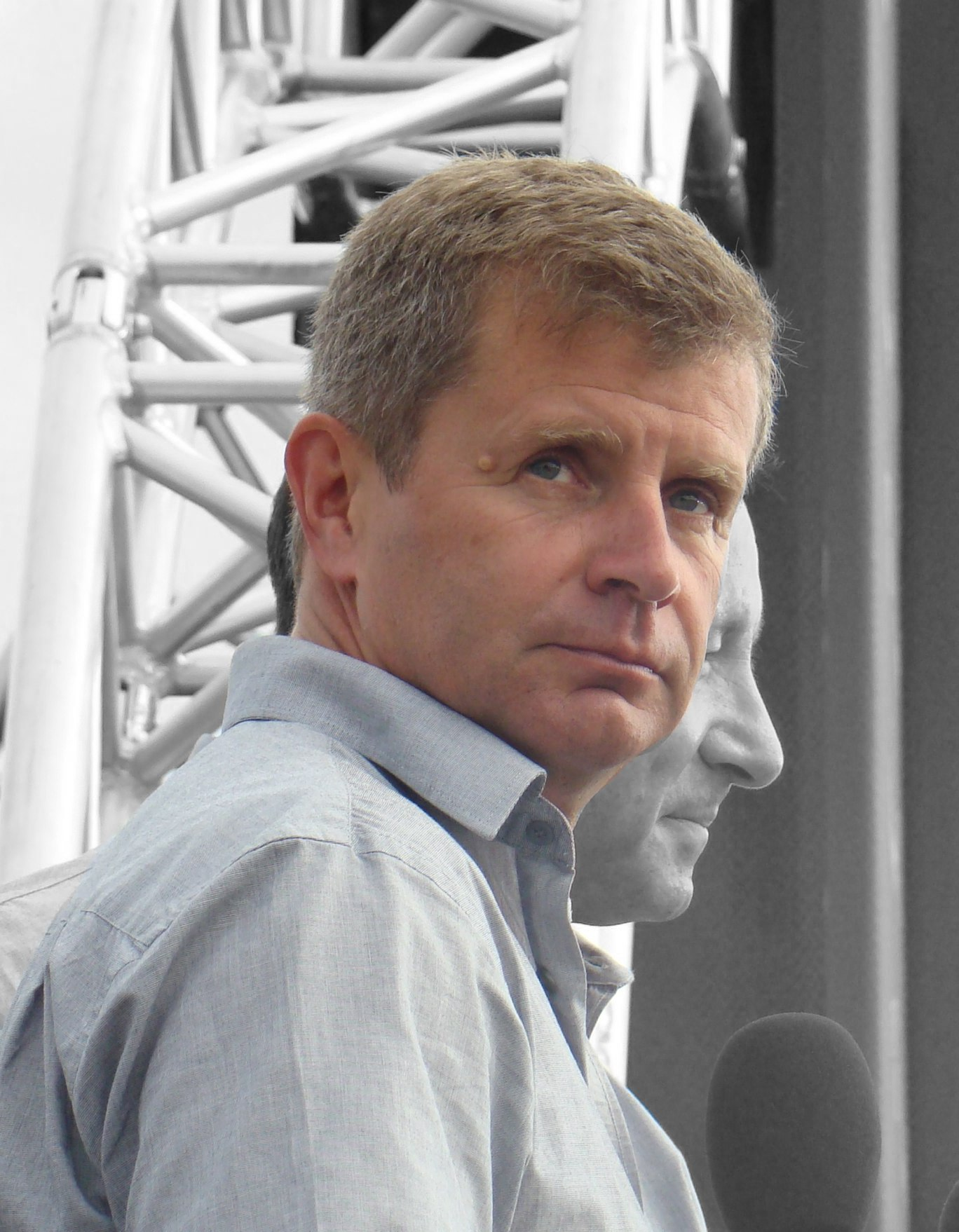
Steve Jones

Steve Jones (Hereford, 5 januari 1960) is een Brits piloot en kunstvliegenier in de Red Bull Air Race World Series, waarin hij in een Zivko Edge 540 vliegt.
Jones kreeg zijn eerste vliegles toen hij slechts vijf jaar oud was, in een Cessna, op de knie van een vriend van zijn familie. Hij werd zowel commercieel als competitief een piloot.
Commercieel is Jones een seniorpiloot voor British Airways, waarbij hij in een Boeing 747 vliegt. Hij spendeert zijn tijd buiten wedstrijdvliegen om te werken aan en te racen in raceauto's. Hij is ook een oud houten vliegtuig aan het bouwen.
Sinds 1994 vliegt Jones in competities en als copiloot met Paul Bonhomme in hun SukhoiDuo Team. Zij hebben hun shows over de hele wereld. Jones vliegt sinds de eerste Britse race in 2004 in de Red Bull Air Race. In 2007 won hij de race in Portugal, waarbij hij de latere kampioen Mike Mangold versloeg.